# UFC Fight Night: Joanna vs. Waterson
UFC Fight Night: Joanna vs. Waterson (conosciuto anche come UFC Fight Night 161 oppure UFC on ESPN+ 19) è stato un evento di arti marziali miste tenuto dalla Ultimate Fighting Championship il 12 ottobre 2019 all'Amalie Arena di Tampa in Florida.

## Risultati
|                          | Divisione             |                     |                 |                    | Metodo                                      | Round           | Tempo           | Premio          |
| Card Principale          | Card Principale       | Card Principale     | Card Principale | Card Principale    | Card Principale                             | Card Principale | Card Principale | Card Principale |
| ------------------------ | --------------------- | ------------------- | --------------- | ------------------ | ------------------------------------------- | --------------- | --------------- | --------------- |
|                          | Pesi paglia femminili | Joanna Jędrzejczyk  | batte           | Michelle Waterson  | Decisione unanime (50-45, 50-45, 49-46)     | 5               | 5:00            |                 |
|                          | Pesi piuma            | Cub Swanson         | batte           | Kron Gracie        | Decisione unanime (30-27, 30-27, 30-27)     | 3               | 5:00            | FOTN            |
|                          | Pesi welter           | Niko Price          | batte           | James Vick         | KO (calci)                                  | 1               | 1:44            | POTN            |
|                          | Pesi paglia femminili | Amanda Ribas        | batte           | Mackenzie Dern     | Decisione unanime (30-27, 30-27, 30-27)     | 3               | 5:00            |                 |
|                          | Pesi leggeri          | Matt Frevola        | batte           | Luis Pena          | Decisione non unanime (28–29, 29–28, 29–28) | 3               | 5:00            |                 |
|                          | Pesi medi             | Eryk Anders         | batte           | Gerald Meerschaert | Decisione non unanime (28–29, 29–28, 29–28) | 3               | 5:00            |                 |
| Card Preliminare (ESPN+) |                       |                     |                 |                    |                                             |                 |                 |                 |
|                          | Pesi mediomassimi     | Ryan Spann          | batte           | Devin Clark        | Sottomissione (guillotine choke)            | 2               | 2:01            |                 |
|                          | Pesi leggeri          | Mike Davis          | batte           | Thomas Gifford     | KO (pugni)                                  | 3               | 4:45            |                 |
|                          | Pesi welter           | Alex Morono         | batte           | Max Griffin        | Decisione unanime (29-28, 29-27, 29-28)     | 3               | 5:00            |                 |
|                          | Pesi mosca            | Deiveson Figueiredo | batte           | Tim Elliott        | Sottomissione (guillotine choke)            | 1               | 3:08            |                 |
|                          | Pesi gallo            | Marlon Vera         | batte           | Andre Ewell        | KO tecnico (pugni e gomitate)               | 3               | 3:17            | POTN            |
|                          | Pesi welter           | Miguel Baeza        | batte           | Hector Aldana      | KO tecnico (calci e gomitate)               | 2               | 2:32            |                 |
|                          | Pesi medi             | Marvin Vettori      | batte           | Andrew Sanchez     | Decisione unanime (30–27, 30–27, 30–27)     | 3               | 5:00            |                 |
|                          | Pesi mosca femminili  | JJ Aldrich          | batte           | Lauren Mueller     | Decisione unanime (30–27, 29–28, 29–28)     | 3               | 5:00            |                 |

## Premi
I lottatori premiati ricevettero un bonus di 50.000 dollari.
Legenda:
- FOTN: Fight of the Night (vengono premiati entrambi gli atleti per il miglior incontro dell'evento)
- POTN: Performance of the Night (viene premiato il vincitore per la migliore performance dell'evento)